# Aruba i olympiska sommarspelen 1988
Aruba deltog i de olympiska sommarspelen 1988 med en trupp bestående av åtta deltagare, men ingen av landets deltagare erövrade någon medalj.

## Friidrott
Damernas maraton
- Cornelia Melis — 2h 54' 37" (→ 56:e plats)

## Fäktning
Herrarnas florett
- Austin Thomas

Herrarnas värja
- Austin Thomas